# SSD Napoli CF
Az SSD Napoli Femminile egy olasz női labdarúgócsapat, mely Napoli Carpisa Yamamay néven is ismert. A klub székhelye Nápolyban található. Hazai mérkőzéseiket az Stadio Caduti di Brema-ban rendezik.

## Története
2003-ban hozták létre az együttest ASD Calciosmania Napoli néven és még ebben az évben neveztek a harmadosztály küzdelmeibe. Két évvel később megnyerték a regionális bajnokságot és 2005-ben feljutottak a harmadosztályba. A városban ez idő tájt működő Venus Napoli női szakosztályával történt 2006-os egyesülése után a csapat már a bajnokság élmezőnyét célozta meg és egy évvel később a 2007–08-as kiírás D. csoportjának győzteseként jutott fel a második vonalba.
Új névvel ASD Carpisa Yamamay Napoli szerepeltek első szezonjukban és a 8. helyen végeztek, következő idényükben másodikok lettek, majd a 2011–12-es bajnokságban 19 győzelemmel és 1 döntetlennel bajnoki címet szereztek. A élvonalbeli tagság kivívása mellett a nemzeti kupában is maradandót alkottak és egészen a döntőig meneteltek, ahol azonban az ACF Brescia hosszabbításban bizonyult jobbnak.
2013-ban az ötödik helyen végeztek, a következő szezonban pedig búcsúzni kényszerültek és újra a másodosztály mezőnyében találták magukat. Egy negyedik és egy ötödik helyet követően szűk egy évre felvették az ASD Napoli CFM Collana nevet, majd egyesültek az ASD Napoli Dream Team csapatával, létrehozva az ASD Napoli Femminile együttesét. A közös munka elég rögösen indult és első szezonjukban kieső helyen végeztek.
2018-tól Società Sportiva Dilettantistica Napoli Calcio Femminile névre keresztelték át a klubot és az újjászervezett harmadosztályt megnyerve léptek egy szinttel feljebb.
A koronavírus-járvány miatt félbeszakadt 2019–20-as szezonban a Serie B legjobb pontátlaggal rendelkező csapataként jutott az első osztályba.
Első idényükben az utolsó fordulókban vált biztossá bennmaradásuk, de a 2021–22-ben elért tizedik helyük már visszasorolta őket a második vonalba. Egy évvel később a Serie B élén végeztek és a 2023–24-es szezont újra az első osztályban kezdhették meg.

## Sikerlista
- Serie B bajnok (4): 2007–08,[1] 2011–12,[2] 2019–20, 2022–23
- Serie C bajnok (1): 2004–05,[3] 2018–19

## Játékoskeret
2024. április 9-től
| #  |     | Poszt | Név                |
| -- | --- | ----- | ------------------ |
| 1  | ITA | K     | Beatrice Beretta   |
| 21 | ITA | K     | Francesca Fabiano  |
| 42 | CRO | K     | Doris Bačić        |
| 3  | JPN | V     | Kobajasi Miharu    |
| 4  | ITA | V     | Martina Di Bari    |
| 5  | ITA | V     | Paola Di Marino    |
| 6  | ITA | V     | Federica Veritti   |
| 26 | ITA | V     | Sofia Bertucci     |
| 33 | ITA | V     | Alice Pellinghelli |
| 44 | ITA | V     | Tecla Pettenuzzo   |
| 7  | ITA | KP    | Giulia Giacobbo    |

| #  |     | Poszt | Név                |
| -- | --- | ----- | ------------------ |
| 8  | ITA | KP    | Claudia Mauri      |
| 11 | GER | KP    | Gina Chmielinski   |
| 18 | ITA | KP    | Alice Giai         |
| 19 | SLO | KP    | Nina Kajzba        |
| 20 | ITA | KP    | Valentina Gallazzi |
| 25 | JPN | KP    | Togava Júki        |
| 9  | ESP | CS    | Elisa del Estal    |
| 10 | SWE | CS    | Marija Banusic     |
| 17 | ITA | CS    | Alice Corelli      |
| 29 | ESP | CS    | Paloma Lázaro      |

## Korábbi híres játékosok
| - Patrizia Caccamo - Federica Cafferata - Maria Caramia - Fabiana Colasuonno - Benedetta De Biase - Federica Di Criscio - Paola Di Marino - Roberta Diodato - Valentina Esposito - Martina Fusini - Martina Gelmetti - Valentina Giacinti - Roberta Giuliano - Eleonora Goldoni - Melanie Kuenrath - Francesca Marziani | - Isotta Nocchi - Alice Pignagnoli - Valeria Pirone - Emma Severini - Emanuela Schioppo - Sabrina Volpe - Sole Jaimes - Isobel Dalton - Jacynta Galabadaarachchi - Alexandra Huynh - Jevdokija Popadinova - Vlada Kubasszova - Eneli Kutter - Lisette Tammik - Virginie Estevez - Khadidja Marzaki | - Despoina Hatzinikolau - Guðný Árnadóttir - Embla Grétarsdóttir - Jamamoto Emi - Aurelle Awona - Kelly Chiavaro - Catalina Pérez - Patrycja Jerzak - Greta Kaselyte - Émmeline Mainguy - Vivien Beil - Sabina Radu - Yolanda Aguirre - Sara Tui - Lucia El Dahaibiova - Kaja Eržen |